# Drago Mlinarec – The Ultimate Collection
The Ultimate Collection kompilacijski je album na dvostrukom CD-u, zagrebačkog rock glazbenika Drage Mlinarca, koji izlazi 2007.g. Kompilacija donosi presjek onoga što je Mlinarec radio u vrijeme kada je Grupa 220 bila na vrhuncu karijere ali i presjek samostalne karijere u kojoj se njegov glazbeni rad proteže na deset albuma. Na prvom mjestu dvostrukog albuma zasluženo se nalazi legendarna i besmrtna skladba "Osmijeh" iz 1967.  Materijal se sastoji iz rane faze njegovog samostalnog rada ali i rada s "Grupom 220". Na kompilaciji se nalazi 48 skladbi, a objavljuje ga diskografska kuća Croatia Records.

## Popis pjesama

### CD 1
1. "Osmijeh" (2:54)
2. "Grad"(3:32)
3. "Uvijek kad ostanem sam" (2:14)
4. "Večer na robleku" (2:51)
5. "Zaboravite što sam vam rekao" (2:26)
6. "Kad bih bio Petar Pan" (2:27)
7. "Sreća" (2:05)
8. "Dobro došla draga" (2:19)
9. "Ljubav je kao cvijet" (3:58)
10. "To već i vrapci fućkaju" (1:20)
11. "Kamo vodi sve to" (2:10)
12. "Razgovaram s morem" (2:57)
13. "Prolazi jesen" (3:28)
14. "Plavi svijet" (1:55)
15. "Naši dani" (2:10)
16. "Novi dani uz stare brige" (2:04)
17. "Svijet je pun ljubavi" (1:56)
18. "Ljubav je njegov svijet" (1:59)
19. "Nekad smo se voljeli" (1:39)
20. "Negdje postoji netko" (5:55)
21. "Baš me briga" (2:37)
22. "Nešto malih stvari" (2:45)
23. "Tuga nek ode iz tvog svijeta" (2:20)
24. "Sjeti se onih dana" (2:17)
25. "Besciljni dani" (3:09)
26. "Starac" (2:24)
27. "Povratak" (3:53)
28. "Prava ljubav" (3:27)
29. "Doviđenja vještice" (3:43)
30. "Sivilo perona" (2:09)

### CD 2
1. "Pop pjevač" (3:50)
2. "A ti se ne daj" (3:17)
3. "Skladište tišine" (4:32)
4. "Dijete zvijezda" (5:39)
5. "Pjesma o djetinjstvu" (2:38)
6. "Helena lijepa i ja u kiši" (6:36)
7. "Caracas" (5:30)
8. "Jedrenjak" (6:53)
9. "Ne brini, doktore" (4:37)
10. "Cesta" (6:08)
11. "Penzioneri" (4:05)
12. "Tako lako" (4:05)
13. "Stranac" (4:32)
14. "Noćna ptica" (2:33)
15. "Trebao sam, ali nisam" (1:55)
16. "Trkalište" (5:04)
17. "Volim ih" (4:03)
18. "Kriza" (3:34)

## Izvođači
- Drago Mlinarec - vokal, gitara, usna harmonika
- Vojko Sabolović - gitara
- Ranko Balen - bubnjevi
- Mišo Tatalović - bas-gitara
- Duško Žutić - pianino, gitara
- Husein Hasanefendić - gitara
- Ivan Piko Stančić - bubnjevi
- Nenad Zubak - bas-gitara
- Brane Živković - klavijature, flauta
- Srećko Zubak - klavijature
- Neven Franges - pianino, klavijature
- Davor Roko - klavijature, bas-gitara, gitara
- Dragan Brčić - bubnjevi, udaraljke
- Jurica Pađen - gitara
- Vedran Božić - gitara
- Petar Petej - bubnjevi
- Boško Petrović - vibrafon
- Csaba Deseo - violina
- Eduard Matešić - gitara
- Hrvoje Marjanović - klavijature
- Tihomir Tinnie Varga - električna gitara, akustična gitara, sintisajzer, bas-gitara, prateći vokali
- Gunnar Bylla Bylin - bubnjevi, udaraljke, sintisajzer
- Zoran Kraš - pianino, sintisajzer
- Per Frykedal - bubnjevi
- Goran Nilsson - saksofon

## Vanjske poveznice
- Diskografija Drage Mlinarca